# 주산지
주산지(注山池)는 경상북도 청송군 주왕산면 주산지리에 있는 저수지이며 청송 유네스코 세계지질공원의 지질유산이다. 주산천 지류의 발원지이며, 주왕산국립공원에 자리 잡고 있다. 2013년 3월 21일 대한민국의 명승 제105호로 지정되었다.

## 역사
주산지는 조선 숙종(1720년) 8월에 착공하여 그 이듬해인 경종원년 10월에 준공하였다. 주산지 입구 바위에는 영조 47년(1771년) 월성 이씨 이진표(李震杓) 공 후손들과 조세만(趙世萬)이 세운 주산지 제언(堤堰)에 공이 큰 이진표 공의 공덕비가 있다.

## 지질
주산지는 중생대 백악기에 분출한 경상 누층군 유천층군 치밀용결응회암 위에 만들어졌으며 이 암석은 암석 내에 광물이 치밀하게 붙어있어 물이 잘 통과하기 어렵다.
주산지
- 주산지 부근 치밀용결응회암의 노두
- 주산지

## 모습
저수지는 그리 작지는 않지만 입구가 협곡이며, 축조 당시 규모는 주위가 1180척, 수심이 8척이라고 전하며, 수차의 보수공사를 거쳐 현재는 제방 길이 63m, 제방 높이 15m, 총 저수량 105천 톤, 관개 면적 13.7㏊이다. 주산지 맑은 물은 주산현(注山峴) 꼭대기 별바위에서 계곡을 따라 흘러 주산지에 머무르고 주왕산 영봉에서 뻗친 울창한 수림으로 둘러싸여 있으며, 준공 이후 아무리 오랜 가뭄에도 물이 말라 바닥을 드러낸 적이 없고 호수에는 고목의 능수버들과 왕버들 20여 그루가 물 속에 자생하고 있다.

## 문화
김기덕 감독의 영화 《봄, 여름, 가을, 겨울 그리고 봄》의 촬영지이기도 하다.